# Búsquedas modernas de violaciones de principios de Lorentz

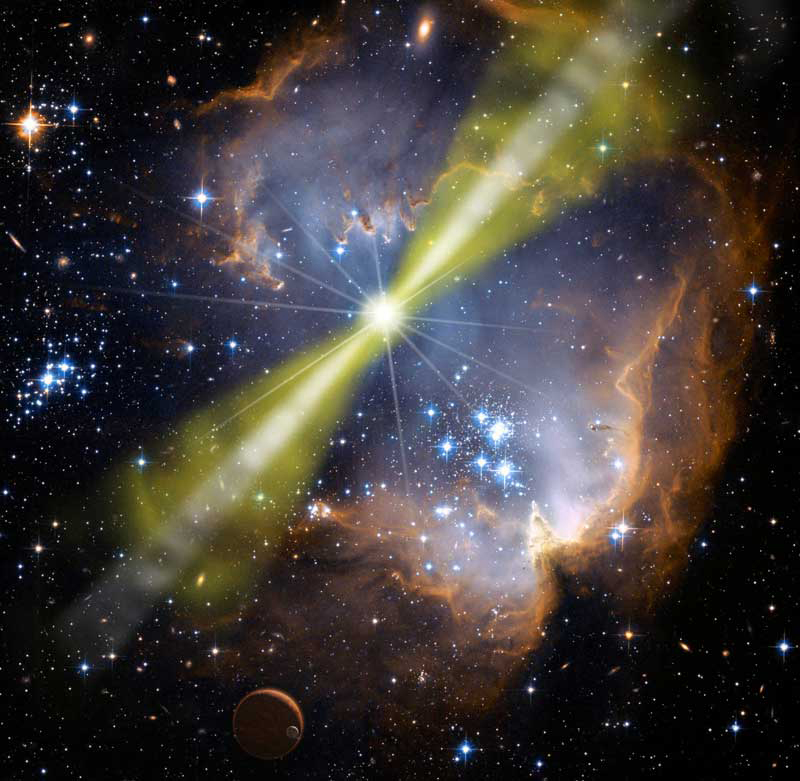
Las mediciones de la luz de brotes de rayos gamma muestran que la velocidad de la luz no varía con la energía

Las búsquedas modernas de violaciones de principios de Lorentz son estudios científicos que buscan desviaciones de la invariancia o de la simetría de Lorentz, un conjunto de marcos fundamentales que sustentan la ciencia moderna y la física fundamental en particular. Estos estudios intentan determinar si podrían existir violaciones o excepciones para leyes científicas establecidas como la teoría de la relatividad especial y la simetría CPT, tal como predicen algunas variantes de la gravedad cuántica, la teoría de cuerdas y algunas alternativas a la relatividad general.
Las violaciones a los principios de Lorentz se refieren a las predicciones fundamentales de la relatividad especial, como el principio de relatividad, la constancia de la velocidad de la luz en todo sistema de referencia inercial y la dilatación del tiempo, así como las predicciones del modelo estándar de la física de partículas. Para evaluar y predecir posibles excepciones, se han ideado teorías de prueba de la relatividad especial y teorías de campo efectivo (TCE), como el modelo estándar extendido (MEE). Estos modelos consideran hipotéticas violaciones de los principios de Lorentz y de la simetría CPT a través de rupturas espontáneas de simetría causadas por teóricos campos de fondo, lo que resulta en algún tipo de efectos relacionados con la eventual existencia de un sistema de referencia preferente. Esto podría conducir, por ejemplo, a modificaciones de la relación de dispersión, provocando diferencias entre la velocidad máxima alcanzable de la materia y la velocidad de la luz.
Con este propósito, se han llevado a cabo ensayos tanto terrestres como astronómicos y se han introducido nuevas técnicas experimentales. Hasta el momento, no se han hallado violaciones de los principios de Lorentz y las excepciones en las que se informaron resultados positivos han sido refutadas o carecen de más confirmaciones, y se han publicado análisis como los de Mattingly (2005) sobre muchos de estos experimentos. Por otro lado, Kostelecký y Russell (2008-2013) compilaron una lista detallada de los resultados de búsquedas experimentales más moderna; mientras que Liberati (2013) escribió una historia sobre la búsqueda de violaciones de modelos de Lorentz hasta comienzos de la década de 2010 y su descripción general.

## Evaluación de la posibilidad de violaciones de la invariancia de Lorentz
Entre los años 1960 y 1990 se publicaron los primeros modelos que evaluaban la posibilidad de ligeras desviaciones de la invariancia de Lorentz. Además, se han desarrollado una serie de teorías de prueba de la relatividad especial y teorías de campo efectivo (TCE) para la evaluación y valoración de muchos experimentos, que incluyen:
- El formalismo post-newtoniano parametrizado se usa ampliamente como teoría de prueba para la relatividad general y para alternativas a la relatividad general, y también se puede usar para describir la violación de los efectos de Lorentz suponiendo un sistema de referencia preferente.
- La estructura de Robertson-Mansouri-Sexl (RMS) contiene tres parámetros que indican desviaciones en la velocidad de la luz con respecto a un sistema de referencia preferente.
- El marco c2 (un caso especial del marco más general THεμ) introduce una relación de dispersión modificada y describe las violaciones del modelo de Lorentz en términos de una discrepancia entre la velocidad de la luz y la velocidad máxima alcanzable de la materia, en presencia de un marco preferente.[4][5]
- La relatividad doblemente especial (RDE) conserva la longitud de Planck como una escala de longitud mínima invariante, pero sin tener en cuenta un marco de referencia preferente.
- La relatividad muy especial describe simetrías espacio-temporales que son ciertos subgrupos propios del grupo de Poincaré. Se demostró que la relatividad especial solo es coherente con este esquema en el contexto de la teoría cuántica de campos o conservación de carga y paridad (CP).
- La geometría no conmutativa (en relación con la teoría cuántica de campos no conmutativa o con el modelo estándar no conmutativo) podría dar lugar a infracciones del modelo de Lorentz.
- Las violaciones del modelo de Lorentz también se analizan en relación con las alternativas a la relatividad general, como la gravedad cuántica de bucles, la gravedad emergente, la teoría del éter de Einstein, o la gravedad de Hořava-Lifshitz.

Sin embargo, es el modelo estándar extendido (MEE) (en el que la ruptura espontánea de simetría introduce efectos que incumplen los principios de Lorentz), el que más se utiliza para los análisis modernos de resultados experimentales. Fue introducido por Kostelecký y sus colegas en 1997 y los años siguientes, y contiene todos los posibles coeficientes que violan el modelo de Lorentz y las regalas de carga, paridad y tiempo (CPT) y que no violan la simetría de gauge. Incluye no solo la relatividad especial, sino también el modelo estándar de la física de partículas y la relatividad general. Los modelos cuyos parámetros pueden relacionarse con el MEE y, por lo tanto, pueden verse como casos especiales del mismo, incluyen los modelos RMS y c2 más antiguos, el modelo de Coleman-Glashow que limita los coeficientes del MEE a operadores de dimensión 4 e invariancia de rotación, y el modelo de Gambini-Pullin o el modelo Myers-Pospelov correspondiente a operadores de dimensión 5 o superior del MEE.

## Velocidad de la luz

### Terrestre
Se han realizado muchos experimentos terrestres, principalmente con cavidades ópticas o en aceleradores de partículas, mediante los cuales se ponen a prueba las desviaciones de la isotropía de la velocidad de la luz. Los parámetros de anisotropía vienen dados, por ejemplo, por la teoría de prueba de Robertson-Mansouri-Sexl (RMS), que permite distinguir entre los parámetros relevantes que dependen de la orientación y de la velocidad. En las variantes modernas del experimento de Michelson y Morley, se analiza la dependencia de la velocidad de la luz de la orientación del aparato y de la relación de las longitudes longitudinales y transversales de los cuerpos en movimiento. También se han realizado variantes modernas del experimento de Kennedy y Thorndike, mediante las que se analiza la dependencia de la velocidad de la luz con respecto a la velocidad del aparato y la relación entre la dilatación del tiempo y la contracción de Lorentz. El límite alcanzado recientemente para el ensayo de Kennedy y Thorndike arroja una incertidumbre de tan solo 7 10−12. La precisión actual, mediante la que se puede excluir una anisotropía de la velocidad de la luz, se encuentra en el nivel de 10−17. Este parámetro está relacionado con la velocidad relativa entre el sistema solar y el marco en reposo de la radiación de fondo de microondas de ~368 km/s (véase también experimento de Michelson y Morley de resonancia).
Además, el modelo estándar extendido (MEE) se puede utilizar para obtener un mayor número de coeficientes de isotropía en el campo de los fotones, utilizando los coeficientes de paridad par e impar (matrices de 3 × 3) {\displaystyle {\tilde {\kappa }}_{e-}}, {\displaystyle {\tilde {\kappa }}_{o+}} y {\displaystyle {\tilde {\kappa }}_{tr}}. Se pueden interpretar como sigue:{\displaystyle {\tilde {\kappa }}_{e-}} representa cambios anisotrópicos en la velocidad bidireccional (hacia adelante y hacia atrás) de la luz, {\displaystyle {\tilde {\kappa }}_{o+}} representa diferencias anisotrópicas en la velocidad de la luz en un sentido de haces que se contrapropagan en un mismo eje, y {\displaystyle {\tilde {\kappa }}_{tr}} representa cambios isotrópicos (independientes de la orientación) respecto a la fase de la velocidad de la luz en un solo sentido. Se demostró que tales variaciones en la velocidad de la luz pueden eliminarse mediante transformaciones de coordenadas y redefiniciones de campo adecuadas, aunque las correspondientes violaciones del modelo de Lorentz no pueden eliminarse, porque tales redefiniciones solo transfieren esas violaciones del campo de los fotones al campo de las partículas materiales del MEE. Mientras que los resonadores ópticos simétricos ordinarios son adecuados para probar efectos de paridad par y proporcionan solo pequeñas restricciones a los efectos de paridad impar, también se han construido resonadores asimétricos para la detección de efectos de paridad impar. Para conocer los coeficientes adicionales en el campo de los fotones que conducen a la birrefringencia de la luz en el vacío, que no se pueden redefinir como los otros efectos en los fotones, consúltese Birrefringencia en el vacío.
Bocquet et al. (2010) realizaron otro tipo de pruebas de la isotropía unidireccional de la velocidad de la luz, relacionadas con {\displaystyle {\tilde {\kappa }}_{o+}} en combinación con el campo de los electrones del MEE. Se buscaron fluctuaciones en los tres momentos de los fotones durante la rotación de la Tierra, midiendo la dispersión Compton ultrarrelativística de los electrones con fotones láser monocromáticos en el marco de la radiación de fondo de microondas, como lo sugirieron originalmente Vahe Gurzadyan y Amur Margarian. Para obtener más detalles sobre el Método de Compton y análisis de Edge, véanse los análisis de Gurzadyan y de Lingli Zhou.
| Autor            | Año  | RMS                | RMS             | MEE                                     | MEE                                     | MEE                                     |
| Autor            | Año  | Orientación        | Velocidad       | {\displaystyle {\tilde {\kappa }}_{e-}} | {\displaystyle {\tilde {\kappa }}_{o+}} | {\displaystyle {\tilde {\kappa }}_{tr}} |
| ---------------- | ---- | ------------------ | --------------- | --------------------------------------- | --------------------------------------- | --------------------------------------- |
| Michimura et al. | 2013 |                    |                 |                                         | (0.7±1)×10−14                           | (−0.4±0.9)×10−10                        |
| Baynes et al.    | 2012 |                    |                 |                                         |                                         | (3±11)×10−10                            |
| Baynes et al.    | 2011 |                    |                 |                                         | (0.7±1.4)×10−12                         | (3.4±6.2)×10−9                          |
| Hohensee et al.  | 2010 |                    |                 | (0.8±0.6)×10−16                         | (−1.5±1.2)×10−12                        | (−1.50±0.74)×10−8                       |
| Bocquet et al.   | 2010 |                    |                 |                                         | ≤1.6×10−14                              |                                         |
| Herrmann et al.  | 2009 | (4±8)×10−12        |                 | (−0.31±0.73)×10−17                      | (−0.14±0.78)×10−13                      |                                         |
| Eisele et al.    | 2009 | (−1.6±6±1.2)×10−12 |                 | (0.0±1.0±0.3)×10−17                     | (1.5±1.5±0.2)×10−13                     |                                         |
| Tobar et al.     | 2009 |                    | (−4.8±3.7)×10−8 |                                         |                                         |                                         |
| Tobar et al.     | 2009 |                    |                 |                                         |                                         | (−0.3±3)×10−7                           |
| Müller et al.    | 2007 |                    |                 | (7.7±4.0)×10−16                         | (1.7±2.0)×10−12                         |                                         |
| Carone et al.    | 2006 |                    |                 |                                         |                                         | ≲3×10−8                                 |
| Stanwix et al.   | 2006 | (9.4±8.1)×10−11    |                 | (−6.9±2.2)×10−16                        | (−0.9±2.6)×10−12                        |                                         |
| Herrmann et al.  | 2005 | (−2.1±1.9)×10−10   |                 | (−3.1±2.5)×10−16                        | (−2.5±5.1)×10−12                        |                                         |
| Stanwix et al.   | 2005 | (−0.9±2.0)×10−10   |                 | (−0.63±0.43)×10−15                      | (0.20±0.21)×10−11                       |                                         |
| Antonini et al.  | 2005 | (+0.5±3±0.7)×10−10 |                 | (−2.0±0.2)×10−14                        |                                         |                                         |
| Wolf et al.      | 2004 |                    |                 | (−5.7±2.3)×10−15                        | (−1.8±1.5)×10−11                        |                                         |
| Wolf et al.      | 2004 | (+1.2±2.2)×10−9    | (3.7±3.0)×10−7  |                                         |                                         |                                         |
| Müller et al.    | 2003 | (+2.2±1.5)×10−9    |                 | (1.7±2.6)×10−15                         | (14±14)×10−11                           |                                         |
| Lipa et al.      | 2003 |                    |                 | (1.4±1.4)×10−13                         | ≤1×10−9                                 |                                         |
| Wolf et al.      | 2003 | (+1.5±4.2)×10−9    |                 |                                         |                                         |                                         |
| Braxmaier et al. | 2002 |                    | (1.9±2.1)×10−5  |                                         |                                         |                                         |
| Hils and Hall    | 1990 |                    | 6.6×10−5        |                                         |                                         |                                         |
| Brillet and Hall | 1979 | ≲5×10−9            |                 | ≲1×10−15                                |                                         |                                         |

### Sistema Solar
Además de las pruebas terrestres, también se han realizado pruebas astrométricas mediante experimentos láser de alcance lunar (LLR, por las siglas en inglés de Lunar Laser Ranging), es decir, enviando señales láser desde la Tierra a la Luna y viceversa. Normalmente se utilizan para probar la relatividad general y se evalúan utilizando el formalismo post-newtoniano parametrizado. Sin embargo, dado que estas mediciones se basan en el supuesto de que la velocidad de la luz es constante, también pueden usarse para poner a prueba la relatividad especial analizando la distancia potencial y las oscilaciones orbitales. Por ejemplo, Zoltán Lajos Bay y White (1981) demostraron los fundamentos empíricos del grupo de Lorentz y, por lo tanto, de la relatividad especial analizando los datos obtenidos mediante radar planetario y gracias al LLR.
Además de los experimentos terrestres de Kennedy y Thorndike ya mencionados anteriormente, Müller & Soffel (1995) y Müller et al. (1999) pusieron a prueba el parámetro de dependencia de la velocidad RMS buscando oscilaciones de distancia anómalas utilizando el LLR. Dado que la dilatación del tiempo ya está confirmada con alta precisión, un resultado positivo demostraría que la velocidad de la luz depende de la velocidad del observador y la contracción de la longitud depende de la dirección (como en los otros experimentos de Kennedy y Thorndike). Sin embargo, no se han observado oscilaciones anómalas en la distancia, con un límite de dependencia de la velocidad RMS de {\displaystyle (-5\pm 12)\times 10^{-5}}, resultado comparable al obtenido por Hils y Hall (1990, véase la tabla anterior).

### Dispersión en el vacío
Otro efecto que a menudo se discute en relación con la gravedad cuántica (GC) es la posibilidad de que la dispersión de la luz en el vacío (es decir, la dependencia de la velocidad de la luz de la energía de los fotones), debido a la relación de dispersión que podría violar el modelo de Lorentz. Este efecto debería ser fuerte en niveles de energía comparables o superiores a la energía de Planck {\displaystyle E_{\text{Pl}}\sim 1.22\times 10^{19}} GeV, mientras que sería extraordinariamente débil en energías accesibles en el laboratorio u observadas en objetos astrofísicos. En un intento de observar una débil dependencia de la velocidad con respecto a la energía, se ha examinado en muchos experimentos la luz procedente de fuentes astrofísicas distantes como los brotes de rayos gamma y de algunas galaxias lejanas. Especialmente el grupo Fermi-LAT pudo demostrar que no se produce dependencia energética y, por lo tanto, no se produce ninguna violación del modelo de Lorentz observable en el campo de los fotones, incluso más allá de la energía de Planck, lo que excluye una gran clase de modelos de gravedad cuántica que incumplen los principios de Lorentz.
| Nombre           | Año  | Límites gravedad cuántica (GeV) | Límites gravedad cuántica (GeV) |
| Nombre           | Año  | 95% C.L.                        | 99% C.L.                        |
| ---------------- | ---- | ------------------------------- | ------------------------------- |
| Vasileiou et al. | 2013 | >7.6 × EPl                      |                                 |
| Nemiroff et al.  | 2012 |                                 | >525 × EPl                      |
| Fermi-LAT-GBM    | 2009 | >3.42 × EPl                     | >1.19 × EPl                     |
| H.E.S.S.         | 2008 | ≥7.2×1017                       |                                 |
| MAGIC            | 2007 | ≥0.21×1018                      |                                 |
| Ellis et al.     | 2007 | ≥1.4×1016                       |                                 |
| Lamon et al.     | 2007 | ≥3.2×1011                       |                                 |
| Martinez et al.  | 2006 | ≥0.66×1017                      |                                 |
| Boggs et al.     | 2004 | ≥1.8×1017                       |                                 |
| Ellis et al.     | 2003 | ≥6.9×1015                       |                                 |
| Ellis et al.     | 2000 | ≥1×1015                         |                                 |
| Kaaret           | 1999 | >1.8×1015                       |                                 |
| Schaefer         | 1999 | ≥2.7×1016                       |                                 |
| Biller           | 1999 | >4×1016                         |                                 |

### Birrefringencia en el vacío
La hipotética violación de las relaciones de dispersión de Lorentz debidas a la presencia de un espacio anisotrópico también podría conducir a la birrefringencia y al cambio de paridad en el vacío. Por ejemplo, el plano de polarización de los fotones podría girar debido a diferencias de velocidad entre los fotones de paridad a izquierda y a derecha. En particular, se han examinado explosiones de rayos gamma, la radiación galáctica y la radiación de fondo de microondas. Se dan los coeficientes del modelo estándar extendido (MEE) {\displaystyle k_{(V)00}^{(3)}} y {\displaystyle k_{(V)00}^{(5)}} para la violación del modelo de Lorentz, donde 3 y 5 denotan las dimensiones de masa empleadas. Este último corresponde a {\displaystyle \xi } en la teoría de campo efectivo (TCE) de Meyers y Pospelov, por {\textstyle k_{(V)00}^{(5)}={\frac {3{\sqrt {4\pi }}\xi }{5m_{\text{P}}}}}, siendo {\displaystyle m_{\text{P}}} la masa de Planck.
| Nombre              | Año  | Límite MEE                            | Límite MEE                              | Límite TCE, {\displaystyle \xi } |
| Nombre              | Año  | {\displaystyle k_{(V)00}^{(3)}} (GeV) | {\displaystyle k_{(V)00}^{(5)}} (GeV−1) | Límite TCE, {\displaystyle \xi } |
| ------------------- | ---- | ------------------------------------- | --------------------------------------- | -------------------------------- |
| Götz et al.         | 2013 |                                       | ≤5.9×10−35                              | ≤3.4×10−16                       |
| Toma et al.         | 2012 |                                       | ≤1.4×10−34                              | ≤8×10−16                         |
| Laurent et al.      | 2011 |                                       | ≤1.9×10−33                              | ≤1.1×10−14                       |
| Stecker             | 2011 |                                       | ≤4.2×10−34                              | ≤2.4×10−15                       |
| Kostelecký et al.   | 2009 |                                       | ≤1×10−32                                | ≤9×10−14                         |
| QUaD                | 2008 | ≤2×10−43                              |                                         |                                  |
| Kostelecký et al.   | 2008 | =(2.3±5.4)×10−43                      |                                         |                                  |
| Maccione et al.     | 2008 |                                       | ≤1.5×10−28                              | ≤9×10−10                         |
| Komatsu et al.      | 2008 | =(1.2±2.2)×10−43                      |                                         |                                  |
| Kahniashvili et al. | 2008 | =(2.6±1.9)×10−43                      |                                         |                                  |
| Cabella et al.      | 2007 | =(2.5±3.0)×10−43                      |                                         |                                  |
| Fan et al.          | 2007 |                                       | ≤3.4×10−26                              | ≤2×10−7                          |
| Feng et al.         | 2006 | =(6.0±4.0)×10−43                      |                                         |                                  |
| Gleiser et al.      | 2001 |                                       | ≤8.7×10−23                              | ≤4×10−4                          |
| Carroll et al.      | 1990 | ≤2×10−42                              |                                         |                                  |

## Velocidad máxima alcanzable

### Restricciones de umbral
Las violaciones del modelo de Lorentz podrían dar lugar a diferencias entre la velocidad de la luz y la velocidad límite o máxima alcanzable (VMA) de cualquier partícula, mientras que en la relatividad especial las velocidades deberían ser las mismas. Una posibilidad es investigar en la energía umbral efectos que de otro modo estarían prohibidos en relación con partículas con estructura de carga (protones, electrones, neutrinos). Esto se debe a que se supone que la relación de dispersión quedaría modificada en los modelos de teoría de campo efectivo (TCE) que violan los principios de Lorentz, como el modelo estándar extendido (MEE). Dependiendo de cuál de estas partículas viaje más rápido o más lento que la velocidad de la luz, se pueden producir efectos como los siguientes:
- Desintegración de fotones a velocidad superluminal. Estos (hipotéticos) fotones de alta energía se descompondrían rápidamente en otras partículas, lo que significa que la luz de alta energía no puede propagarse a largas distancias. Por lo tanto, la mera existencia de luz de alta energía procedente de fuentes astronómicas limita posibles desviaciones de la velocidad límite.
- Radiación de Cherenkov en el vacío a velocidad superluminal de cualquier partícula (protones, electrones, neutrinos) que tenga una estructura de carga. En este caso, puede producirse la emisión de radiación de frenado, hasta que la partícula cae por debajo del umbral y se alcanza nuevamente la velocidad subluminal. Esto es similar a la conocida radiación de Cherenkov en los medios, en la que las partículas viajan más rápido que la velocidad de fase de la luz en ese medio. Las desviaciones de la velocidad límite pueden limitarse observando partículas de alta energía de fuentes astronómicas distantes que llegan a la Tierra.
- La velocidad de la radiación de sincrotrón podría modificarse si la velocidad límite entre partículas cargadas y fotones es diferente.
- El límite Greisen-Zatsepin-Kuzmin podría ser sobrepasado por efectos de violación de los principios de Lorentz. Sin embargo, mediciones recientes indican que este límite realmente existe.

Dado que las mediciones astronómicas también contienen supuestos adicionales -como las condiciones desconocidas en la emisión o en el camino recorrido por las partículas, o la naturaleza de las partículas-, las mediciones terrestres proporcionan resultados de mayor claridad, aunque los límites son más amplios (los siguientes límites describir las desviaciones máximas entre la velocidad de la luz y la velocidad límite de la materia):
| Nombre               | Año  | Límites              | Límites    | Límites    | Límites    | Partícula | Localización |
| Nombre               | Año  | Decaimiento fotónico | Cherenkov  | Sincrotrón | GZK        | Partícula | Localización |
| -------------------- | ---- | -------------------- | ---------- | ---------- | ---------- | --------- | ------------ |
| Stecker              | 2014 |                      | ≤5×10-21   |            |            | Electrón  | Astronómica  |
| Stecker & Scully     | 2009 |                      |            |            | ≤4.5×10-23 | UHECR     | Astronómica  |
| Altschul             | 2009 |                      |            | ≤5×10-15   |            | Electrón  | Terrestre    |
| Hohensee et al.      | 2009 | ≤−5.8×10-12          | ≤1.2×10-11 |            |            | Electrón  | Terrestre    |
| Bi et al.            | 2008 |                      |            |            | ≤3×10-23   | UHECR     | Astronómica  |
| Klinkhamer & Schreck | 2008 | ≤−9×10-16            | ≤6×10-20   |            |            | UHECR     | Astronómica  |
| Klinkhamer & Risse   | 2007 |                      | ≤2×10-19   |            |            | UHECR     | Astronómica  |
| Kaufhold et al.      | 2007 |                      | ≤1×10-17   |            |            | UHECR     | Astronómica  |
| Altschul             | 2005 |                      |            | ≤6×10-20   |            | Electrón  | Astronómica  |
| Gagnon et al.        | 2004 | ≤−2×10-21            | ≤5×10-24   |            |            | UHECR     | Astronómica  |
| Jacobson et al.      | 2003 | ≤−2×10-16            | ≤5×10-20   |            |            | Electrón  | Astronómica  |
| Coleman & Glashow    | 1997 | ≤−1.5×10-15          | ≤5×10-23   |            |            | UHECR     | Astronómica  |

### Comparación de relojes y acoplamiento de giro
Mediante este tipo de experimentos espectroscópicos, a veces llamados también experimentos de Hughes y Drever, se ponen a prueba las violaciones de la invariancia de Lorentz en las interacciones de protones y neutrones estudiando los niveles energéticos de estos nucleones para encontrar anisotropías en sus frecuencias ("relojes"). Utilizando balanzas de torsión polarizadas por espín, también se pueden examinar las anisotropías con respecto a los electrones. Los métodos utilizados se centran principalmente en interacciones de espín vectorial e interacciones tensoriales, y, a menudo, se describen en términos del modelo estándar extendido (MEE) pares/impares de simetría CPT (en particular, parámetros de bμ y cμν). Estos experimentos son actualmente los más sensibles realizados desde la Tierra, porque la precisión con la que se pueden excluir las violaciones de Lorentz se encuentra en el nivel 10−33 GeV.
Estas pruebas se pueden utilizar para limitar las desviaciones entre la velocidad máxima alcanzable de la materia y la velocidad de la luz, en particular con respecto a los parámetros de cμν que también se utilizan en las evaluaciones de los efectos de umbral mencionados anteriormente.
| Autor               | Año  | Límites MEE      | Límites MEE     | Límites MEE     | Parámetros |
| Autor               | Año  | Protón           | Neutrón         | Electrón        | Parámetros |
| ------------------- | ---- | ---------------- | --------------- | --------------- | ---------- |
| Allmendinger et al. | 2013 |                  | <6.7×10−34      |                 | bμ         |
| Hohensee et al.     | 2013 |                  |                 | (−9.0±11)×10−17 | cμν        |
| Peck et al.         | 2012 | <4×10−30         | <3.7×10−31      |                 | bμ         |
| Smiciklas et al.    | 2011 |                  | (4.8±4.4)×10−32 |                 | cμν        |
| Gemmel et al.       | 2010 |                  | <3.7×10−32      |                 | bμ         |
| Brown et al.        | 2010 | <6×10−32         | <3.7×10−33      |                 | bμ         |
| Altarev et al.      | 2009 |                  | <2×10−29        |                 | bμ         |
| Heckel et al.       | 2008 |                  |                 | (4.0±3.3)×10−31 | bμ         |
| Wolf et al.         | 2006 | (−1.8±2.8)×10−25 |                 |                 | cμν        |
| Canè et al.         | 2004 |                  | (8.0±9.5)×10−32 |                 | bμ         |
| Heckel et al.       | 2006 |                  |                 | <5×10−30        | bμ         |
| Humphrey et al.     | 2003 |                  |                 | <2×10−27        | bμ         |
| Hou et al.          | 2003 |                  |                 | (1.8±5.3)×10−30 | bμ         |
| Phillips et al.     | 2001 | <2×10−27         |                 |                 | bμ         |
| Bear et al.         | 2000 |                  | (4.0±3.3)×10−31 |                 | bμ         |

## Dilatación del tiempo
Los experimentos clásicos para evidenciar la dilatación del tiempo, como el experimento de Ives y Stilwell, los experimentos con rotores Moessbauer y la dilatación temporal de partículas en movimiento, se han mejorado con equipos modernizados. Por ejemplo, el efecto Doppler en iones de litio que viajan a altas velocidades se evalúa utilizando espectroscopia de saturación libre de efecto Doppler en anillos de almacenamiento de iones pesados. Para obtener más información, consúltese experimentos modernos de Ives y Stilwell.
La precisión actual con la que se mide la dilatación del tiempo (utilizando la teoría de la prueba RMS) está en el nivel de ~10−8. Se demostró que los experimentos de tipo Ives y Stilwell también son sensibles al coeficiente isotrópico de velocidad de la luz {\displaystyle {\tilde {\kappa }}_{tr}} del MME, como se presentó anteriormente. Chou et al. (2010) incluso se logró medir un cambio de frecuencia de ~10−16 debido a la dilatación del tiempo, concretamente a velocidades muy bajas, como 36 km/h.
| Autor            | Año  | Velocidad | Desviación máxima de la dilatación del tiempo | Límites RMS de cuarto orden |
| ---------------- | ---- | --------- | --------------------------------------------- | --------------------------- |
| Novotny et al.   | 2009 | 0.34c     | ≤1.3×10-6                                     | ≤1.2×10-5                   |
| Reinhardt et al. | 2007 | 0.064c    | ≤8.4×10-8                                     |                             |
| Saathoff et al.  | 2003 | 0.064c    | ≤2.2×10-7                                     |                             |
| Grieser et al.   | 1994 | 0.064c    | ≤1×10-6                                       | ≤2.7×10-4                   |

## Simetría CPT y pruebas de antimateria
Otra propiedad fundamental de la naturaleza es la simetría CPT. Se demostró que las violaciones de la simetría CPT conducirían a violaciones del modelo de Lorentz en la teoría cuántica de campos (aunque existen excepciones no locales). La simetría CPT requiere, por ejemplo, la igualdad de masa y la igualdad de tasas de desintegración entre la materia y la antimateria.
Las pruebas modernas mediante las cuales se ha confirmado la simetría CPT se llevan a cabo principalmente en el campo neutro de los mesones. En grandes aceleradores de partículas también se han realizado mediciones directas de las diferencias de masa entre cuarks cima y anticima.
| Mesones B neutros | Mesones B neutros |
| Autor             | Año               |
| ----------------- | ----------------- |
| LHCb              | 2016              |
| BaBar             | 2016              |
| D0                | 2015              |
| Belle             | 2012              |
| Kostelecký et al. | 2010              |
| BaBar             | 2008              |
| BaBar             | 2006              |
| BaBar             | 2004              |
| Belle             | 2003              |

| Mesones D neutros | Mesones D neutros |
| Autor             | Año               |
| ----------------- | ----------------- |
| FOCUS             | 2003              |

| Kaones neutros | Kaones neutros |
| Autor          | Año            |
| -------------- | -------------- |
| KTeV           | 2011           |
| KLOE           | 2006           |
| CPLEAR         | 2003           |
| KTeV           | 2003           |
| NA31           | 1990           |

| Cuarks cima y anticima | Cuarks cima y anticima |
| Autor                  | Año                    |
| ---------------------- | ---------------------- |
| CDF                    | 2012                   |
| CMS                    | 2012                   |
| D0                     | 2011                   |
| CDF                    | 2011                   |
| D0                     | 2009                   |

Utilizando el MEE también se pueden formular consecuencias adicionales de la violación del CPT en el campo de los mesones neutros. También se han realizado otras pruebas CPT relacionadas con las PYME:
- Utilizando una trampa de Penning, en la que quedan atrapadas partículas cargadas individuales y sus contrapartículas, Gabrielse et al. (1999) examinaron frecuencias en ciclotrón con mediciones de protón-antiprotón, y no pudieron encontrar ninguna desviación hasta 9·10−11.[132]
- Hans Georg Dehmelt et al. pusieron a prueba la frecuencia de anomalía, que juega un papel fundamental en la medición de la relación giromagnética del electrón. Buscaron variaciones del tiempo sidéreo y también diferencias entre electrones y positrones. Finalmente no encontraron desviaciones, estableciendo así límites de 10−24 GeV.[133]
- Hughes et al. (2001) examinaron muones en busca de señales siderales en sus espectros, y no encontraron ninguna violación del modelo de Lorentz hasta 10−23 GeV.[134]
- La colaboración "Muon g-2" del Laboratorio Nacional de Brookhaven buscó desviaciones en la frecuencia de anomalías de muones y antimuones, y variaciones siderales teniendo en cuenta la orientación de la Tierra. Tampoco aquí se encontraron violaciones del modelo de Lorentz, con una precisión de 10−24 GeV.[135]

## Otras partículas e interacciones
Las partículas de tercera generación han sido examinadas en busca de posibles violaciones del modelo de Lorentz utilizando el MEE. Por ejemplo, Altschul (2007) puso límites superiores a la violación del modelo de Lorentz de las partículas tau de 10−8, al buscar absorción anómala de radiación astrofísica de alta energía. En el experimento BaBar (2007), el experimento D0 (2015), y en el ensayo LHCb (2016), se han realizado búsquedas de variaciones sidéreas durante la rotación de la Tierra utilizando mesones B (por lo tanto, cuarks fondo) y sus antipartículas. No se encontraron señales que violaran el modelo de Lorentz y ni la simetría CPT, con límites superiores en el rango de 10−15 - 10−14 GeV.
También se han examinado pares de cuarks cima en el experimento D0 (2012). Demostraron que la producción de la sección transversal de estos pares no depende del tiempo sidéreo durante la rotación de la Tierra.
Charneski et al han establecido los límites de violación del modelo de Lorentz en la dispersión de Bhabha (2012). Demostraron que las secciones transversales diferenciales para los acoplamientos vectoriales y axiales dependen de la dirección en presencia de violaciones del modelo de Lorentz. No encontraron indicios de tal efecto, y fijaron un límite superior de {\displaystyle \scriptstyle \leq 10^{14}({\text{eV}})^{-1}}.

## Gravitación
También se analizó la influencia de la violación de Lorentz en los campos gravitacionales y, por lo tanto, en la relatividad general. El marco estándar para tales investigaciones es el formalismo post-newtoniano parametrizado (FPNP), en el que los efectos de un sistema de referencia preferente sobre el modelo de Lorentz se describen mediante los parámetros {\displaystyle \alpha _{1},\alpha _{2},\alpha _{3}} (consúltese el artículo sobre el formalismo post-newtoniano parametrizado y los límites de observación de estos parámetros). Las hipotéticas violaciones del modelo de Lorentz también se analizan en relación con las alternativas a la relatividad general, como la gravedad cuántica de bucles, la gravedad emergente, la teoría del éter de Einstein o la gravedad de Hořava-Lifshitz.
El modelo estándar extendido (MEE) también es adecuado para analizar las violaciones del modelo de Lorentz en los aspectos de la gravedad. Bailey y Kostelecky (2006) limitaron las violaciones del modelo de Lorentz hasta {\displaystyle 10^{-9}} analizando la variación del perihelio de Mercurio y el de la Tierra, y hasta {\displaystyle 10^{-13}} en relación con el giro de la precesión solar. Battat et al. (2007) examinaron los datos del láser de largo alcance lunar (LLR) y no encontraron perturbaciones oscilatorias en la órbita lunar. Su límite más fuerte para el MEE excluyente de la violación del modelo de Lorentz fue de {\displaystyle (6.9\pm 4.5)\times 10^{-11}}. Iorio (2012) obtuvo límites en el nivel de {\displaystyle 10^{-9}} en la búsqueda de violaciones del modelo de Lorentz examinando los elementos orbitales keplerianos de una partícula de prueba sobre la que actuaban aceleraciones gravitomagnéticas. Xie (2012) analizó el avance del ápside de un pulsar binario, estableciendo límites a la violación del modelo de Lorentz en el nivel de {\displaystyle 10^{-10}}.

## Pruebas con neutrinos

### Oscilaciones de neutrinos
Aunque la oscilación de neutrinos ha sido confirmada experimentalmente, sus fundamentos teóricos siguen siendo controvertidos, como se puede ver en la discusión relacionada con los neutrinos estériles. Esto hace que las predicciones de posibles violaciones del modelo de Lorentz sean muy complicadas. Generalmente se supone que las oscilaciones de neutrinos requieren una determinada masa finita. Sin embargo, las oscilaciones también podrían producirse como consecuencia de violaciones del modelo de Lorentz, por lo que se especula sobre cuánto contribuyen esas hipotéticas violaciones a la masa de los neutrinos.
Además, se han publicado una serie de investigaciones en las que se comprobó una dependencia sideral de la aparición de oscilaciones en los neutrinos, que podrían surgir cuando existiera un campo de fondo preferente. Esta hipótesis se ha puesto a prueba para detectar posibles violaciones de la simetría CPT y otros coeficientes de violaciones del modelo de Lorentz en el marco del MEE. Aquí se establecen algunos de los límites en GeV alcanzados para la validez de la invariancia de Lorentz:
| Nombre       | Año  | Límites MEE (GeV) |
| ------------ | ---- | ----------------- |
| Double Chooz | 2012 | ≤10−20            |
| MINOS        | 2012 | ≤10−23            |
| MiniBooNE    | 2012 | ≤10−20            |
| IceCube      | 2010 | ≤10−23            |
| MINOS        | 2010 | ≤10−23            |
| MINOS        | 2008 | ≤10−20            |
| LSND         | 2005 | ≤10−19            |

### Velocidad del neutrino
Desde el descubrimiento de las oscilaciones de los neutrinos, se supone que su velocidad es ligeramente inferior a la velocidad de la luz. Las mediciones directas de velocidad indicaron un límite superior para las diferencias de velocidad relativa entre la luz y los neutrinos de {\textstyle {|v-c|}/{c}<10^{-9}}, véase mediciones de la velocidad de los neutrinos.
También se pueden lograr restricciones indirectas sobre la velocidad de los neutrinos, sobre la base de teorías de campo efectivas como el modelo estándar extendido (MEE), buscando efectos de umbral como la radiación de Cherenkov en el vacío. Por ejemplo, los neutrinos deberían exhibir radiación de frenado en forma de creación de pares electrón-positrón. Otra posibilidad en el mismo marco es la investigación de la desintegración de piones en muones y neutrinos. Los neutrinos superluminales retrasarían considerablemente esos procesos de desintegración. La ausencia de esos efectos indica límites estrictos para las diferencias de velocidad entre la luz y los neutrinos.
Las diferencias de velocidad entre los sabores de los neutrinos también pueden limitarse. Una comparación entre neutrinos muónicos y electrónicos realizada por Coleman y Glashow (1998) arrojó un resultado negativo, con límites de <6×10-22.
| Nombre           | Year | Energía | Límites MEE para (v − c)/c | Límites MEE para (v − c)/c |
| Nombre           | Year | Energía | Cherenkov en el vacío      | Decaimiento piónico        |
| ---------------- | ---- | ------- | -------------------------- | -------------------------- |
| Stecker et al.   | 2014 | 1 PeV   | <5.6×10−19                 |                            |
| Borriello et al. | 2013 | 1 PeV   | 1×10−18                    |                            |
| Cowsik et al.    | 2012 | 100 TeV | 1×10−13                    | 1×10−13                    |
| Huo et al.       | 2012 | 400 TeV | <7.8×10−12                 |                            |
| ICARUS           | 2011 | 17 GeV  | <2.5×10−8                  |                            |
| Cowsik et al.    | 2011 | 400 TeV |                            | 1×10−12                    |
| Bi et al.        | 2011 | 400 TeV |                            | 1×10−12                    |
| Cohen/Glashow    | 2011 | 100 TeV | <1.7×10−11                 |                            |

## Informes complementarios de presuntas violaciones del modelo de Lorentz

### Informes abiertos
LSND, MiniBooNE
En 2001, el experimento LSND observó un exceso de 3,8σ de interacciones de antineutrinos en las oscilaciones de neutrinos, lo que contradice el modelo estándar. Los primeros resultados del experimento MiniBooNE más reciente parecían excluir estos datos por encima de una escala de energía de 450 MeV, pero se habían verificado las interacciones de neutrinos, no las de antineutrinos. En 2008, sin embargo, se informó de un exceso de eventos de neutrinos similares a los electrones entre 200 y 475 MeV. Y en 2010, cuando se realizó con antineutrinos (como en el LSND), el resultado estuvo de acuerdo con el resultado del LSND, es decir, se observó un exceso en la escala de energía de 450 a 1250 MeV. Si esas anomalías pueden ser explicadas por los neutrinos estériles, o si indican violaciones del modelo de Lorentz, todavía se discutía en la década de 2010, y estaba sujeto a futuras investigaciones teóricas y experimentales.

### Informes resueltos
En 2011, la Colaboración OPERA publicó (en una preimpresión no revisada por pares en arXiv) los resultados de las mediciones de la velocidad de los neutrinos, según las cuales los neutrinos viajaban a un régimen ligeramente superlumínico. Los neutrinos aparentemente llegaron antes ~60 ns. La desviación típica fue de 6σ, claramente más allá del límite de 5σ necesario para un resultado significativo. Sin embargo, en 2012 se comprobó que este resultado se debía a errores de medición. El resultado fue consistente con la velocidad de la luz; (véase anomalía de neutrinos superlumínicos).
En 2010, el equipo del experimento MINOS informó diferencias entre la desaparición (y por tanto las masas) de neutrinos y antineutrinos en el nivel 2,3 sigma. Esto violaría la simetría CPT y la simetría del modelo de Lorentz. Sin embargo, en 2011 el equipo del ensayo MINOS actualizó sus resultados para los antineutrinos, y después de evaluar datos adicionales, se informó que la diferencia no era tan grande como se pensaba inicialmente. En 2012, publicaron un artículo en el que se aseguraba que la diferencia se había eliminado.
En 2007, el equipo de la Colaboración MAGIC publicó un artículo en el que afirmaba una posible dependencia energética de la velocidad de los fotones de la galaxia Markarian 501. Pero admitieron que también un posible efecto de emisión dependiente de la energía podría haber causado este resultado.
Sin embargo, el resultado del MAGIC fue reemplazado por mediciones sustancialmente más precisas del grupo Fermi-LAT, que no pudo encontrar ningún efecto incluso más allá de la energía de Planck. Para más detalles, véase la sección Dispersión.
En 1997, Nodland y Ralston afirmaron haber encontrado una rotación del plano de polarización de la luz procedente de radiogalaxias distantes. Esto indicaría una anisotropía del espacio.
Esto atrajo cierto interés en los medios. Sin embargo, inmediatamente surgieron algunas críticas que cuestionaban la interpretación de los datos y aludían a errores en la publicación.
Estudios más recientes no han encontrado ninguna evidencia de este efecto (véase la sección sobre la birrefringencia).